# Borough of Basildon
Basildon ist ein Borough in der Grafschaft Essex in England. Er wurde am 1. April 1974 gebildet und entstand aus der Fusion des Basildon Urban District mit Teilen des Thurrock Urban District.
Orte im District:
| - Basildon - Billericay - Bowers Gifford - Crays Hill - Great Burstead - Laindon | - Langdon Hills - Little Burstead - North Benfleet - Pitsea - Vange - Wickford |

Koordinaten: 51° 34′ N, 0° 27′ O